# Bombus velox
Bombus velox là một loài Hymenoptera trong họ Apidae. Loài này được Skorikov mô tả khoa học năm 1914.